# Kamo no Yasunori no musume
Kamo no Yasunori no musume est un nom japonais traditionnel ; le nom de famille (ou le nom d'école), Kamo no, précède donc le prénom (ou le nom d'artiste).
Kamo no Yasunori no musume (賀茂保憲女) est la deuxième fille de Kamo no Yasunori, un pratiquant de l'onmyōji durant l'époque de Heian, plus précisément au Xe siècle. On ne connaît pas son nom personnel.
Dans sa jeunesse elle souffre d'une maladie qui la défigure. Elle est une poétesse à la production abondante dont le talent est reconnu. Ses poèmes, de nature autobiographique, sont réunis dans le Kamo no Yasunori no Musume Shū, également connu sous le titre Kamo no Yasunori no Jo Shū.

## Source de la traduction
- (en) Cet article est partiellement ou en totalité issu de l’article de Wikipédia en anglais intitulé « Kamo no Yasunori no musume » (voir la liste des auteurs).